# Hogeveense Polder
De Hogeveense Polder is een polder en een voormalig waterschap in de gemeenten Lisse en Noordwijk, in de Nederlandse provincie Zuid-Holland.
Het waterschap was verantwoordelijk voor de vervening, drooglegging en later de waterhuishouding in de polder. De polder wordt op vrijwillige basis nog steeds bemalen door de oorspronkelijke Hogeveensemolen uit 1654.